# راجر راس ویلیامز
راجر راس ویلیامز (انگلیسی: Roger Ross Williams؛ زادهٔ ۱۳ آوریل ۱۹۷۳) یک کارگردان فیلم در گونه فیلم مستند اهل ایالات متحده آمریکا است.
وی همچنین اولین برندهٔ آفریقایی‌تبار آمریکایی جایزه اسکار بهترین فیلم مستند از هشتاد و دومین دوره جوایز اسکار برای فیلم موسیقی پرودنس و در مجموع، اولین سیاه‌پوستی است که از آکادمی فیلم اسکار، جایزه بهترین کارگردانی (چه فیلم کوتاه و چه بلند) گرفته است.
فیلم او با عنوان زندگی، انیمیشنی (۲۰۱۶)، نامزد جایزه اسکار بهترین فیلم مستند در هشتاد و نهمین دوره جوایز اسکار شده است.